# Werkgeheugen (computer)

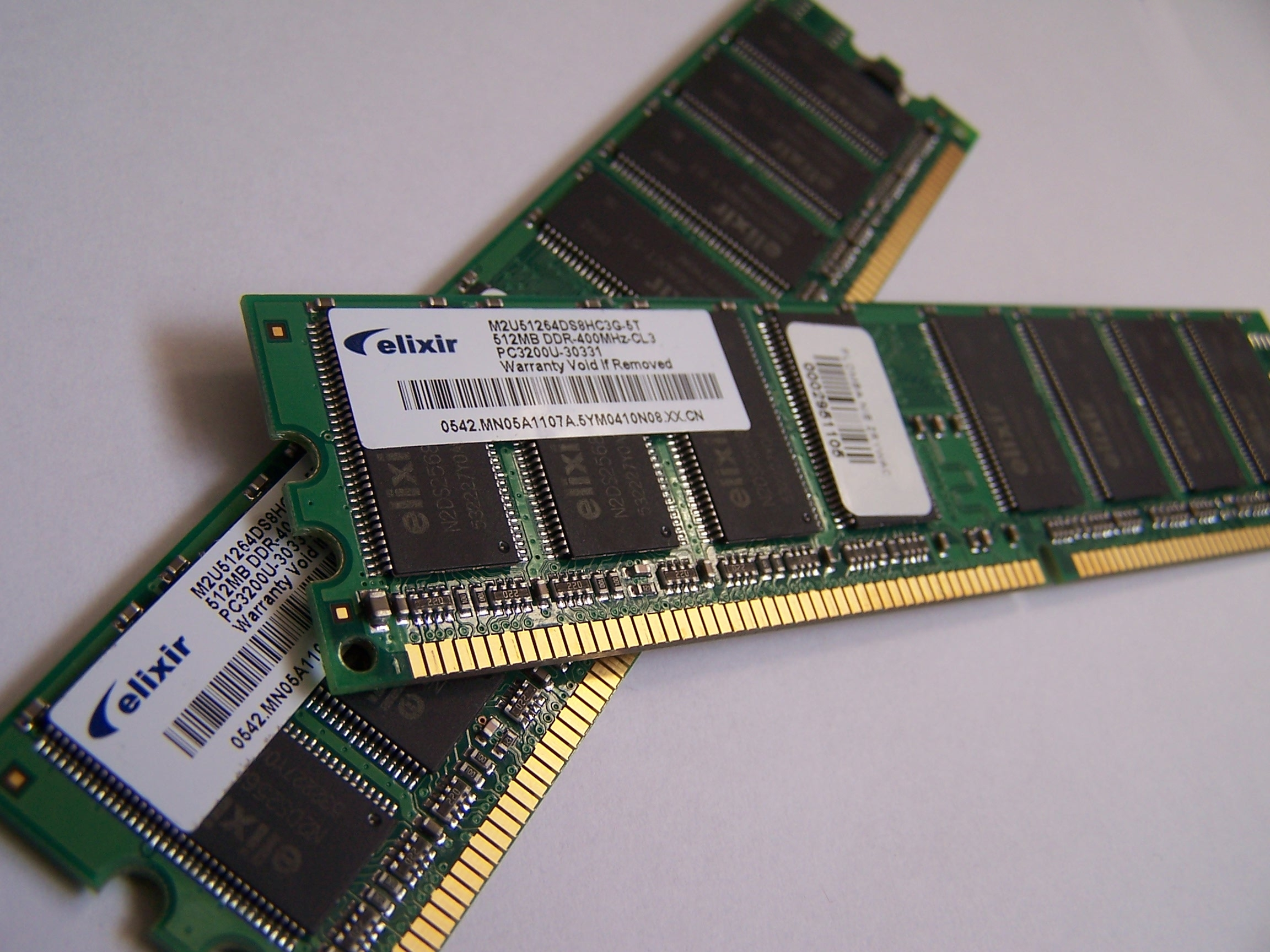
DDRAM-modules

Het werkgeheugen van een computer is het geheugen dat het besturingssysteem ter beschikking heeft. Het fungeert in verschillende niveaus in de geheugenhiërarchie, zoals het registergeheugen en het extern geheugen. Onderdeel van het werkgeheugen is meestal ook een gedeelte op harde schijf, dat als wisselbestand dienstdoet. Deze toestand wordt met virtueel geheugen duidelijker omschreven: voor een proces is het alsof de processor de beschikking over een veel groter fysiek geheugen heeft dan er in de werkelijkheid aan RAM-geheugen beschikbaar is.
Werkgeheugen wordt vaak met RAM-geheugen in het algemeen of met het geheugen verward, waarmee de processor werkt. Het geheugen van de processor vormt in de meeste moderne besturingssystemen maar een deel van het werkgeheugen en is altijd RAM-geheugen. RAM-geheugen wordt meestal als cache gebruikt, behalve als er in de processor al cache geheugen zit. Wanneer een van de DRAM-modules het niet meer doet, kan dat er de oorzaak van zijn dat de hele computer het niet meer doet. Het is dan voldoende de niet meer werkende DRAM-module uit de computer te halen.